# میروو
میروو (به چکی: Mírov) یک منطقهٔ مسکونی در جمهوری چک است که در ناحیه شومپرک واقع شده‌است. میروو ۱۳٫۵۹ کیلومتر مربع مساحت و ۴۱۹ نفر جمعیت دارد و ۳۹۵ متر بالاتر از سطح دریا واقع شده‌است.